# Dasyus collaris
Dasyus collaris är en skalbaggsart som beskrevs av Jean Guillaume Audinet Serville 1825. Dasyus collaris ingår i släktet Dasyus och familjen Melolonthidae. Utöver nominatformen finns också underarten D. c. nigellus.